# Gaucher Ier de Châtillon
Gaucher Ier de Châtillon, mort vers 1101, est seigneur de Châtillon à la fin du XIe siècle. Il est le fils de Guy Ier de Châtillon et d'Ermengarde de Choisy.

## Biographie
Il devient seigneur de Châtillon après 1089 à la mort de son père Guy Ier de Châtillon.
Il est vassal et un des proches du comte de Blois Étienne-Henri,.
Il est présent au concile de Clermont de 1095, dans lequel son oncle le pape Urbain II appelle à la croisade et où il est un des premiers à y répondre.
Il part pour la terre sainte vers la fin de l'année 1096, probablement avec le comte Étienne-Henri, et rejoint la première croisade, et trouve la mort durant cette expédition.
À sa mort, il est remplacé comme seigneur de Châtillon par son fils aîné Henri Ier.

## Mariage et enfants
Il épouse Mahaut de Louvain, fille de Renaud de Louvain, avec qui il a trois enfants :
- Henri Ier de Châtillon, qui succède à son père ;
- Renaud de Châtillon, seigneur de Toucy et de Saint-Fangeau-en-Puisaye ;
- Hugues de Châtillon, chanoine à Reims.